# Eugahania fumipennis
Eugahania fumipennis är en stekelart som först beskrevs av Julius Theodor Christian Ratzeburg 1852.  Eugahania fumipennis ingår i släktet Eugahania och familjen sköldlussteklar. Arten är reproducerande i Sverige. Inga underarter finns listade i Catalogue of Life.